# Nealeurodicus altissimus
Nealeurodicus altissimus is een halfvleugelig insect uit de familie witte vliegen (Aleyrodidae), onderfamilie Aleurodicinae.
De wetenschappelijke naam van deze soort is voor het eerst geldig gepubliceerd door Quaintance in 1900.